# Batalla de las Dunas (1658)
La batalla de las Dunas (o batalla de Dunkerque) sucedió el 14 de junio de 1658 y enfrentó al ejército anglo-francés, bajo el mando del vizconde de Turenne, contra el español conducido por Juan José de Austria y Luis II de Condé.

## Contexto
En 1635, durante la guerra de los Treinta Años, las hostilidades entre la Francia de Luis XIII de Francia y Richelieu y España bajo el reinado de Felipe IV desembocaron abiertamente en la guerra franco-española. En 1655 la rivalidad comercial entre España y la Commonwealth de Inglaterra, bajo el Protectorado de Oliver Cromwell, condujo a la guerra anglo-española. El rey inglés Carlos II, desde su exilio en Flandes, estaba aliado con las fuerzas españolas.
En mayo de 1657 Inglaterra y Francia (ya bajo el reinado de Luis XIV y el gobierno de Mazarino) firmaron el tratado de París, por el que ambos se comprometían a colaborar militarmente contra las tropas españolas en los Países Bajos españoles.

## La batalla
En mayo de 1658, 20 000 hombres del ejército francés apoyados por 6000 soldados británicos sitiaron Dunkerque, defendida por 2 200 soldados españoles de infantería y 800 a caballo al mando del Marqués de Lede. El ejército español de Flandes, con unos 15 000 hombres inició la marcha en ayuda de la plaza sitiada y llegó a las posiciones francesas el 13 de junio cansados, divididos y sin su artillería ni suministros. Sus fuerzas fueron separadas en dos grupos: a la derecha, el ejército español, a la izquierda, el cuerpo de guardias suizos dirigido por Condé. Contaban con el apoyo de las tropas inglesas e irlandesas leales al futuro Carlos II, dirigidas por el hermano de este, el duque de York.
Habiendo recibido buena información de sus exploradores y dejando a algunos hombres para continuar el sitio, Turenne avanzó al encuentro del ejército español con 15 000 soldados. La batalla librada el 14 de junio resultó de esta maniobra y tuvo lugar en las dunas de Leffrinckoucke.
El enfrentamiento, que duró cerca de dos horas, terminó con una derrota de las fuerzas españolas, que perdieron cerca de 6000 hombres, incluyendo de 3 000 a 4 000 prisioneros, frente a los 4 300 del ejército francés, que fue apoyado por las tropas y la marina inglesa.

## Consecuencias
La derrota supuso la toma de la ciudad de Dunkerque el 24 de junio por el ejército franco-británico. El 7 de noviembre de 1659 el Tratado de los Pirineos sellaba la paz y ponía fin a 24 años de guerra entre Francia y España. Tras la victoria, Enrique de La Tour D'Auvergne, vizconde de Turenne, será nombrado, hacia 1660, Mariscal General de Francia.
Para algunos historiadores fue la batalla de las Dunas y no Rocroi la que marcó el fin de la supremacía de los tercios españoles.